# Sommer-Paralympics 2020/Rollstuhlfechten
Bei den Sommer-Paralympics 2020 in Tokio wurden in insgesamt 16 Wettbewerben im Rollstuhlfechten Medaillen vergeben. Die Entscheidungen fielen zwischen dem 25. und 29. August 2021 in der Makuhari Messe. Es nahmen 96 Sportler aus 20 Nationen teil.

## Klassen
Bei den paralympischen Fechtwettbewerben wird in zwei Klassen unterschieden:
- A: Für Fechter mit völlig intakter Rücken- und Bauchmuskulatur, die meist auch stehen können.
- B: Für Fechter ohne vollkommen intakte Rücken- und Bauchmuskulatur.

## Ergebnisse

### Männer

#### Florett (A)
| Platz | Land | Sportler       |
| ----- | ---- | -------------- |
| 1     | CHN  | Sun Gang       |
| 2     | HUN  | Richárd Osváth |
| 3     | RPC  | Nikita Nagaev  |

#### Florett (B)
| Platz | Land | Sportler       |
| ----- | ---- | -------------- |
| 1     | CHN  | Feng Yanke     |
| 2     | CHN  | Hu Daoliang    |
| 3     | GBR  | Dimitri Coutya |

#### Degen (A)
| Platz | Land | Sportler        |
| ----- | ---- | --------------- |
| 1     | GBR  | Piers Gilliver  |
| 2     | RPC  | Maxim Schaburow |
| 3     | CHN  | Tian Jianquan   |

#### Degen (B)
| Platz | Land | Sportler           |
| ----- | ---- | ------------------ |
| 1     | RPC  | Alexander Kusjukow |
| 2     | BRA  | Jovane Guissone    |
| 3     | GBR  | Dimitri Coutya     |

#### Säbel (A)
| Platz | Land | Sportler      |
| ----- | ---- | ------------- |
| 1     | CHN  | Li Hao        |
| 2     | UKR  | Artem Manko   |
| 3     | CHN  | Tian Jianquan |

#### Säbel (B)
| Platz | Land | Sportler                 |
| ----- | ---- | ------------------------ |
| 1     | CHN  | Feng Yanke               |
| 2     | POL  | Adrian Castro            |
| 3     | GRE  | Panagiotis Triantafyllou |

#### Mannschaft Florett (offen)
| Platz | Land | Sportler                                        |
| ----- | ---- | ----------------------------------------------- |
| 1     | CHN  | Hu Daoliang Li Hao Sun Gang                     |
| 2     | GBR  | Dimitri Coutya Piers Gilliver Oliver Lam-Watson |
| 3     | FRA  | Romain Noble Damien Tokatlian Maxime Valet      |

#### Mannschaft Degen (offen)
| Platz | Land | Sportler                                          |
| ----- | ---- | ------------------------------------------------- |
| 1     | RPC  | Alexander Kusjukow Maxim Schaburow Artur Jussupow |
| 2     | CHN  | Hu Daoliang Sun Gang Tian Jianquan                |
| 3     | GBR  | Dimitri Coutya Piers Gilliver Oliver Lam-Watson   |

### Frauen

#### Florett (A)
| Platz | Land | Sportlerin          |
| ----- | ---- | ------------------- |
| 1     | CHN  | Gu Haiyan           |
| 2     | UKR  | Natalija Morkwytsch |
| 3     | CHN  | Rong Jing           |

#### Florett (B)
| Platz | Land | Sportlerin          |
| ----- | ---- | ------------------- |
| 1     | ITA  | Beatrice Vio        |
| 2     | CHN  | Zhou Jingjing       |
| 3     | RPC  | Ljudmila Wassiljewa |

#### Degen (A)
| Platz | Land | Sportlerin     |
| ----- | ---- | -------------- |
| 1     | HUN  | Amarilla Veres |
| 2     | CHN  | Rong Jing      |
| 3     | CHN  | Bian Jing      |

#### Degen (B)
| Platz | Land | Sportlerin        |
| ----- | ---- | ----------------- |
| 1     | CHN  | Tan Shumei        |
| 2     | RPC  | Wiktorija Boikowa |
| 3     | THA  | Saysunee Jana     |

#### Säbel (A)
| Platz | Land | Sportlerin        |
| ----- | ---- | ----------------- |
| 1     | CHN  | Bian Jing         |
| 2     | GEO  | Nino Tiblaschwili |
| 3     | UKR  | Jewhenija Breus   |

#### Säbel (B)
| Platz | Land | Sportlerin   |
| ----- | ---- | ------------ |
| 1     | CHN  | Tan Shumei   |
| 2     | UKR  | Olena Fedota |
| 3     | CHN  | Xiao Rong    |

#### Mannschaft Florett (offen)
| Platz | Land | Sportlerinnen                                      |
| ----- | ---- | -------------------------------------------------- |
| 1     | CHN  | Gu Haiyan Rong Jing Zhou Jingjing                  |
| 2     | ITA  | Andreea Mogoș Loredana Trigilia Beatrice Vio       |
| 3     | HUN  | Gyöngyi Dani Éva Andrea Hajmási Zsuzsanna Krajnyák |

#### Mannschaft Degen (offen)
| Platz | Land | Sportlerinnen                                    |
| ----- | ---- | ------------------------------------------------ |
| 1     | CHN  | Bian Jing Rong Jing Tan Shumei                   |
| 2     | UKR  | Jewhenija Breus Olena Fedota Natalija Mandryk    |
| 3     | RPC  | Wiktorija Boikowa Alena Jewdokimowa Julija Maija |

## Medaillenspiegel
| Rang  | Land           | Gold | Silber | Bronze | Gesamt |
| ----- | -------------- | ---- | ------ | ------ | ------ |
| 01    | China          | 11   | 4      | 5      | 20     |
| 02    | RPC            | 2    | 2      | 3      | 7      |
| 03    | Großbritannien | 1    | 1      | 3      | 5      |
| 04    | Ungarn         | 1    | 1      | 1      | 3      |
| 05    | Italien        | 1    | 1      | –      | 2      |
| 06    | Ukraine        | –    | 4      | 1      | 5      |
| 07    | Brasilien      | –    | 1      | –      | 1      |
| 07    | Georgien       | –    | 1      | –      | 1      |
| 07    | Polen          | –    | 1      | –      | 1      |
| 10    | Frankreich     | –    | –      | 1      | 1      |
| 10    | Griechenland   | –    | –      | 1      | 1      |
| 10    | Thailand       | –    | –      | 1      | 1      |
| Total | Total          | 16   | 16     | 16     | 48     |